# Cis-Element
Als cis-Element oder cis-wirkendes Element (von lat. cis ‚diesseits‘) wird in der Biologie ein bestimmter Abschnitt in der Erbinformation bezeichnet, der für die Regulation eines Gens eine Rolle spielt, das auf demselben DNA-Molekül liegt wie dieser (molekular betrachtet diesseits). Dieser regulatorische Sequenzabschnitt muss weder RNA noch Protein kodieren und kann in Leserichtung vor oder nach der codierenden Sequenz des zugehörigen Gens liegen, oder auch innerhalb (auch in einem Intron).
Cis-Elemente stromaufwärts vor einem Gen stellen oft Bindungsmotive dar für (besondere) Transkriptionsfaktoren, die hier als trans-wirkende Faktoren (von lat. trans ‚jenseits‘) molekular gesehen von anderer Seite her in die Regulierung der Transkription dieses Gens eingreifen. Führen cis-Elemente darüber zu einer Hemmung der Transkription, werden sie als Silencer bezeichnet. Cis-Elemente, die zu einer Verstärkung der Transkription führen und nicht Bestandteil von Promotoren sind, werden Enhancer genannt. Ein Beispiel hierfür ist die DNAse-hypersensitive Stelle des Lysozymgens, die (6.1 kb) vor dem Transkriptionsstart liegt und durch Interaktion mit Transkriptionsfaktoren die Genexpression verstärkt.
Die Gesamtheit der cis-/trans-Aktivitäten in einem Genlocus bestimmt die Intensität, mit der die RNA-Polymerase die Transkription durchführt.
Von cis-Elementen spricht man ebenso bei biologischen Prozessen wie der Rekombination. Beispielsweise sind im tumorinduzierenden Ti-Plasmid von Agrobakterien cis-Elemente in Form repetitiver Sequenzen (Wiederholungsmotiv von 25 Basen) zu finden, welche in dem ringförmigen Plasmid als linke bzw. rechte Grenze (left border [lb] bzw. right border [rb]) die t-DNA flankieren.
Diese werden als essentielle cis-Elemente für die Übertragung der t-DNA beim Transfer in die Pflanzenzelle angesehen.